# راي كولمان
راي كولمان (بالإنجليزية: Ray Coleman)‏ هو لاعب كرة قاعدة أمريكي، ولد في 4 يونيو 1922 في دونسموير في الولايات المتحدة، وتوفي في 19 سبتمبر 2010 في نورمان في الولايات المتحدة.

## وصلات خارجية
- راي كولمان على موقعبيزبول رفرنس.كوم (الدوري الرئيسي) (الإنجليزية)
- راي كولمان على موقعبيزبول رفرنس.كوم (الدوري الثانوي) (الإنجليزية)